# Desoxyvincaminol
Deoxyvincamine es un indol de los alcaloides de la vinca. Puede encontrarse en Vinca minor.